# Ludwig Kuhn
Ludwig Luggi Kuhn (* 26. Mai 1918 in Füssen; † 6. Mai 2001 ebenda) war ein deutscher Eishockeyspieler.

## Sportliche Karriere
Ludwig Kuhn stand von 1937/38 bis 1954/55 im Kader des EV Füssen, mit dem er mehrfach Deutscher Meister wurde.
International nahm er mit der deutschen Nationalmannschaft an den Eishockeyweltmeisterschaften 1938 und 1939 sowie an den Olympischen Winterspielen 1952 teil. 

## Sonstiges
Ludwig Kuhn ist der Bruder des verstorbenen Alois Kuhn und der Vater von Bernd Kuhn.